# El sol del 25
El sol del 25 es un gato , cuya letra hace referencia a los eventos del 25 de mayo de 1810, cuando tuvo lugar en Buenos Aires la Revolución de Mayo. Fue compuesto por Domingo Lombardi y Santiago Rocca en 1910, con fragmentos de la poesía "La Media Caña" que Lombardi escribiera en 1896. 
El tema fue interpretado y grabado por el dúo de Carlos Gardel y José Razzano en la década de 1910, lo cual le dio gran popularidad. La canción quedó inscrita como de autoría de los propios Gardel y Razzano, pero Rocca prefirió no hacer reclamos sobre su autoría ya que admiraba a Gardel. Rocca comentó al respecto lo siguiente: "Como Carlos murió tal vez ignorando fuera yo el autor de la música y fui en vida su amigo y admirador, nunca quise reclamar nada en homenaje a su querida memoria; él la popularizó así y que así quede para siempre.".

## Letra de El Sol del 25
Ya el sol del veinticinco 

viene asomando... 

Ya el sol del veinticinco 

viene asomando... 

y su luz en el Plata 

va reflejando... 

y su luz en el Plata 

va reflejando...
¡Oíd! Ya lo anuncia la voz del cañón. 

 Icemos al tope nuestro pabellón...
Y las campanas 

mezclan sus alborotos 

al de las dianas...
¡Viva la Patria!, se oye 

y el clamoreo... 

¡Viva la Patria!, se oye 

y el clamoreo... 

Y nos entra en la sangre 

cierto hormigueo... 

y nos entra en la sangre 

cierto hormigueo...
Al pueblo, al gauchaje 

hace el entusiasmo 

temblar de coraje.
Y hasta parece 

que la estatua 'e Belgrano

se estremeciese...
Al blanco y al celeste 

de tu bandera... 

contempla victoriosa la cordillera... 

contempla victoriosa la cordillera...
... Pa' traerte laureles cruzaron los Andes 

San Martín, Las Heras, Soler y otros grandes... 

Y ya paisanos... ¡fueron libres los pueblos americanos!